# Villa Lamprechtshof
Die Villa Lamprechtshof ist eine Villa in Nonn in Bad Reichenhall.
Die Villa Lamprechtshof steht unter Denkmalschutz und ist unter der Nummer D-1-72-114-215 in die Bayerische Denkmalliste eingetragen.

## Beschreibung
Die Villa Lamprechtshof ist eine zweigeschossige Anlage mit vorstehendem Flachsatteldach, hölzernem doppelgeschossigen Balkonvorbau und Neurenaissance-Putzgliederung. Das Gebäude entstand Ende des 19. Jahrhunderts.

## Lage
Die Villa Lamprechtshof befindet sich im Nonner Oberland und trägt die Hausnummer 82. Die ebenfalls denkmalgeschützte Villa Buchhof befindet sich direkt gegenüber auf der anderen Straßenseite.